# Лазуткин, Виктор Александрович
Ви́ктор Алекса́ндрович Лазу́ткин (18 апреля 1950, село Высокое, Башмаковский район, Пензенская область, РСФСР, СССР — 22 апреля 2017, Пенза, Россия) — российский государственный деятель. Председатель Законодательного собрания Пензенской области (2002—2003), депутат Государственной думы РФ IV созыва (2003—2007). Почётный гражданин Пензенской области (2016).

## Биография
Родился 18 апреля 1950 года в селе Высокое (Башмаковский район, Пензенская область) в семье рабочих.
В 1972 году окончил с отличием инженерный факультет Пензенского сельскохозяйственного института.
В 1974 году был назначен директором совхоза «Чапаевский» Колышлейского района.
В 1976—1983 гг. — директор совхоза им. Октябрьской революции.
В 1983—1988 гг. — председатель Колышлейского райисполкома Пензенской области.
В 1988—1990 гг. — председатель правления Союза кооператоров по ремонту и техническому обслуживанию «Агро-сервис», г. Пенза.
В 2002—2003 гг. — председатель Законодательного собрания Пензенской области.
В 2003—2007 гг. — депутат Государственной думы РФ IV созыва, заместитель председателя Комитета ГД по промышленности, строительству и наукоемким технологиям.
27 мая 2016 года ему было присвоено звание «Почетный гражданин Пензенской области».
Скончался 22 апреля 2017 года в Пензе. Похоронен на Аллее славы Новозападного кладбища Пензы.

## Награды
- Орден Почёта (2000) — за заслуги перед государством, высокие достижения в производственной деятельности и большой вклад в укрепление дружбы и сотрудничества[4]
- Медаль «За трудовую доблесть» (1980)
- Медаль «200 лет Министерству обороны»
- Почётный гражданин Пензенской области (27 мая 2016) — за особые заслуги перед Пензенской областью и ее населением
- Памятный знак «200 лет Министерства обороны»
- Почётная грамота и благодарностью председателя Государственной Думы Федерального Собрания РФ
- Памятная медаль «100 лет co дня учреждения Государственной Думы в России»
- Почётный знак «Во славу земли Пензенской»
- Медаль ордена «За заслуги перед Пензенской областью»